# Gheranda-samjita

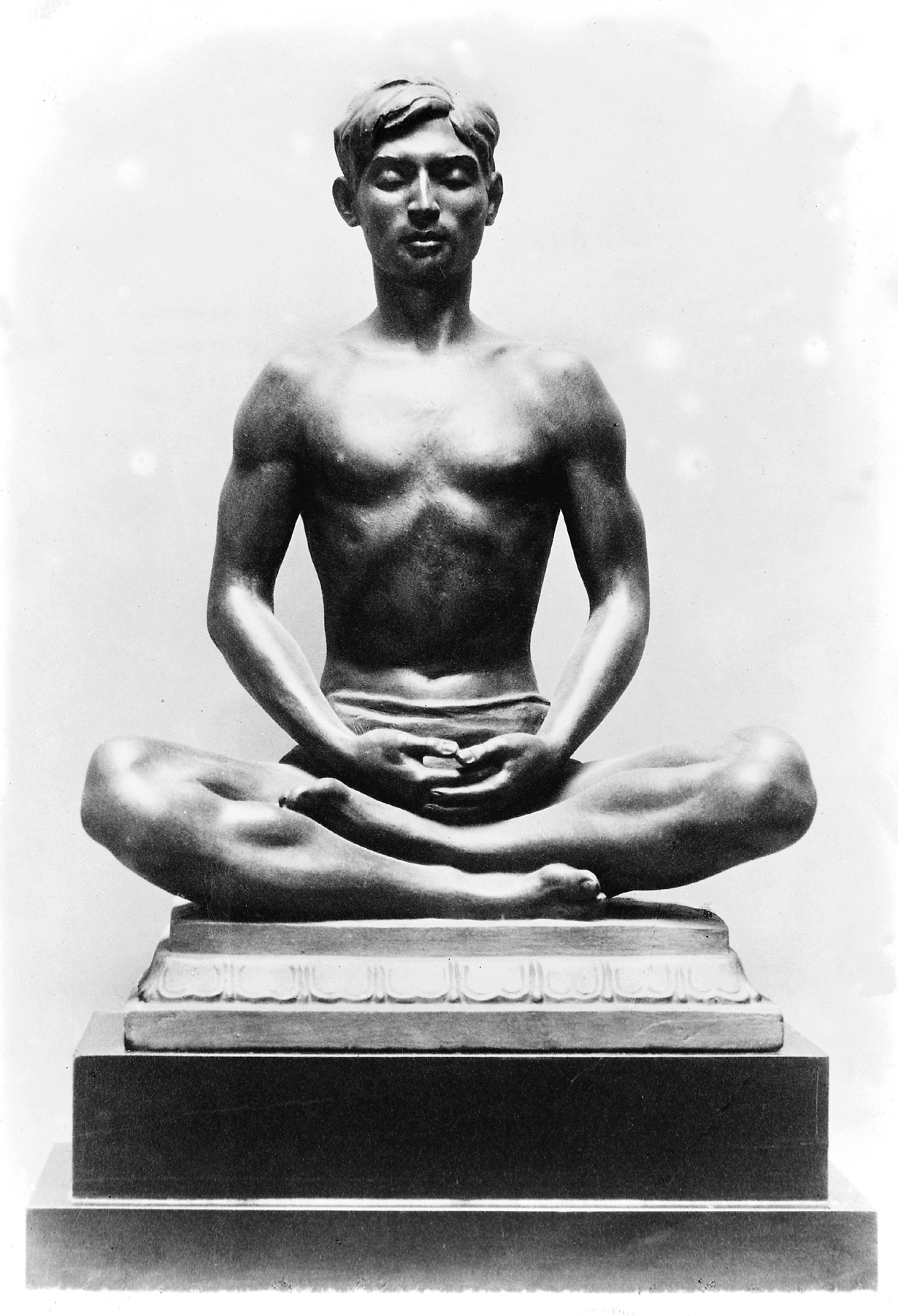
Una de las posturas de yoga más conocidas mundialmente.

El Gheranda-samjita es uno de los tres textos clásicos de hatha yoga (los otros dos son el Hatha-yoga-pradípika y el Shiva-samjita). Es un texto de finales del siglo XVII y es considerado como el más enciclopédico de los tres textos clásicos sobre el hatha yoga.
La palabra sánscrita gheraṇḍasaṁhitā (en letra devanagari: घेरंडसंहिता) significa ‘colección de Gheranda’.
El Gheranda-samjita es un manual de yoga impartido por Gheranda a su discípulo Chanda Kapali. A diferencia de otros textos de hatha yoga, el Gheranda-samjita habla de un yoga en siete pasos:
1. Shatkarma para la purificación
2. Asana para el fortalecimiento
3. Mudra para la estabilidad
4. Pratyahara para calmar
5. Pranayama para la ligereza
6. Dhyana para la percepción
7. Samādhi para el aislamiento

El texto en sí sigue esta división en siete capítulos, y está enfocado en los shatkarmas (‘seis actividades’), por lo que este texto se dice a veces para describir ghatastha yoga. Las estrofas de cierre en samadhi enseñan diferentes métodos que los descritos por Patañyali.